# Chelaethiops minutus
Chelaethiops minutus är en fiskart som först beskrevs av Boulenger, 1906.  Chelaethiops minutus ingår i släktet Chelaethiops och familjen karpfiskar. IUCN kategoriserar arten globalt som livskraftig. Inga underarter finns listade i Catalogue of Life.